# Julus karschi
Julus karschi är en mångfotingart som beskrevs av Karl Wilhelm Verhoeff 1892. Julus karschi ingår i släktet Julus och familjen kejsardubbelfotingar. Inga underarter finns listade i Catalogue of Life.